# 克里斯托弗 (伊利諾伊州)
克里斯托弗（英語：Christopher）是一個位於美國伊利諾伊州富蘭克林縣的城市。

## 地理
克里斯托弗的座標為37°58′20″N 89°03′10″W / 37.97222°N 89.05278°W，而該地的平均海拔高度為134米（即440英尺）。

## 人口
根據2010年美國人口普查的數據，克里斯托弗的面積為4.11平方千米，當中陸地面積為4.09平方千米，而水域面積為0.02平方千米。當地共有人口2382人，而人口密度為每平方千米579.56人。